# 安·拉德克利夫
安·拉德克利夫（英語：Ann Radcliffe，1764年7月9日—1823年2月7日），英國作家，哥特小說先驅。她的風格是浪漫愛情和長途旅行場景，並具備明顯的哥特小說元素。

## 生平
目前對於安·拉德克利夫的生活所知不多。1823年，她去世。愛丁堡評論說：她從來沒有在公開場合露面，也沒有公開其私生活。克里斯蒂娜·罗塞蒂試圖寫一本關於她的傳記，但最終放棄。

## 延伸阅读
- Cody, David. . The Victorian Web: An Overview. July 2000  [1 December 2010]. （原始内容存档于2019-06-17）.
- . Brooklyn College English Department. 9 May 2003  [15 June 2015]. （原始内容存档于2011-06-29）.
- Norton, Rictor. . 1999.
- Rogers, Deborah. . 1996. ISBN 978-0-313-28379-6.
- Rogers, Deborah. The Critical Responses to Ann Radcliffe